# Parvioris
Genre
Parvioris est un genre de mollusques gastéropodes de la famille Eulimidae. Les espèces rangées dans ce genre sont marines et parasitent des échinodermes ; l'espèce-type est Parvioris fulvescens.

## Distribution
Les membres du genre Parvioris sont présents dans l'océan Pacifique, notamment en Australie, à Hong Kong, sur l'île Maurice et en Nouvelle-Calédonie.

## Biologie
Ce sont des ectoparasites d'étoiles de mer.

## Liste d'espèces
Selon World Register of Marine Species (27 août 2017) :
- Parvioris astropectenicola (Kuroda & Habe, 1950)
- Parvioris australiensis Warén, 1981
- Parvioris blakeae Warén, 1981
- Parvioris brevis (G. B. Sowerby I, 1834)
- Parvioris carneola (Gould, 1861)
- Parvioris dilecta (E. A. Smith, 1899)
- Parvioris equestris (Koehler & Vaney, 1912)
- Parvioris fulvescens (A. Adams, 1866)
- Parvioris ibizenca (Nordsieck, 1968)
- Parvioris imitatrix (Boettger, 1893)
- Parvioris inflexa (Pease, 1868)
- Parvioris innocens (Thiele, 1925)
- Parvioris mortoni Warén, 1981
- Parvioris natalensis (E. A. Smith, 1899)
- Parvioris nitens (Brazier, 1877)
- Parvioris noumeae Warén, 1981
- Parvioris shoplandi (Melvill, 1898)
- Parvioris sowerbyi (Barnard, 1963)
- Parvioris styliferoides (Melvill & Standen, 1901)
- Parvioris subobtusa (Laseron, 1955)

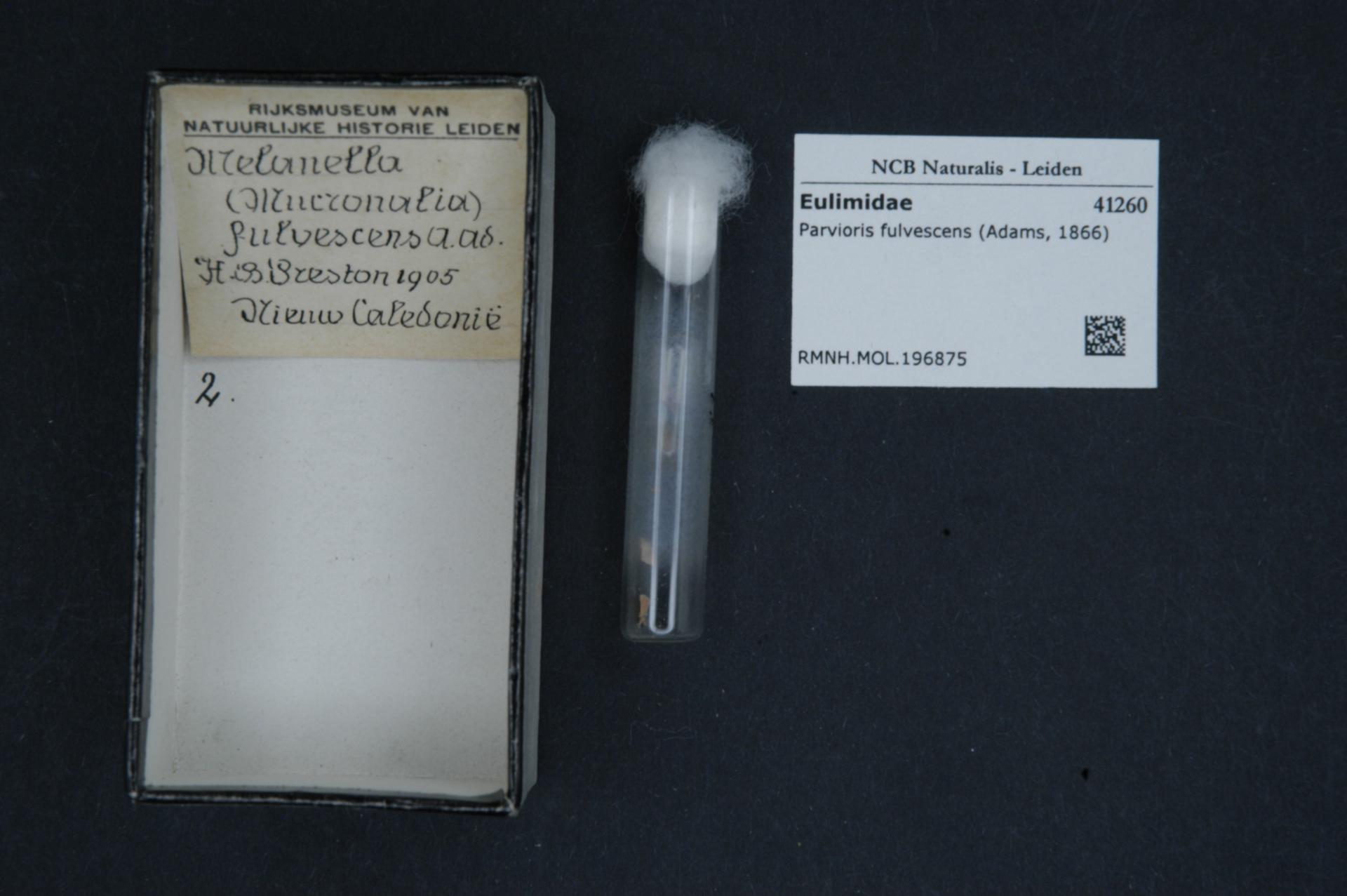
Parvioris fulvescens.
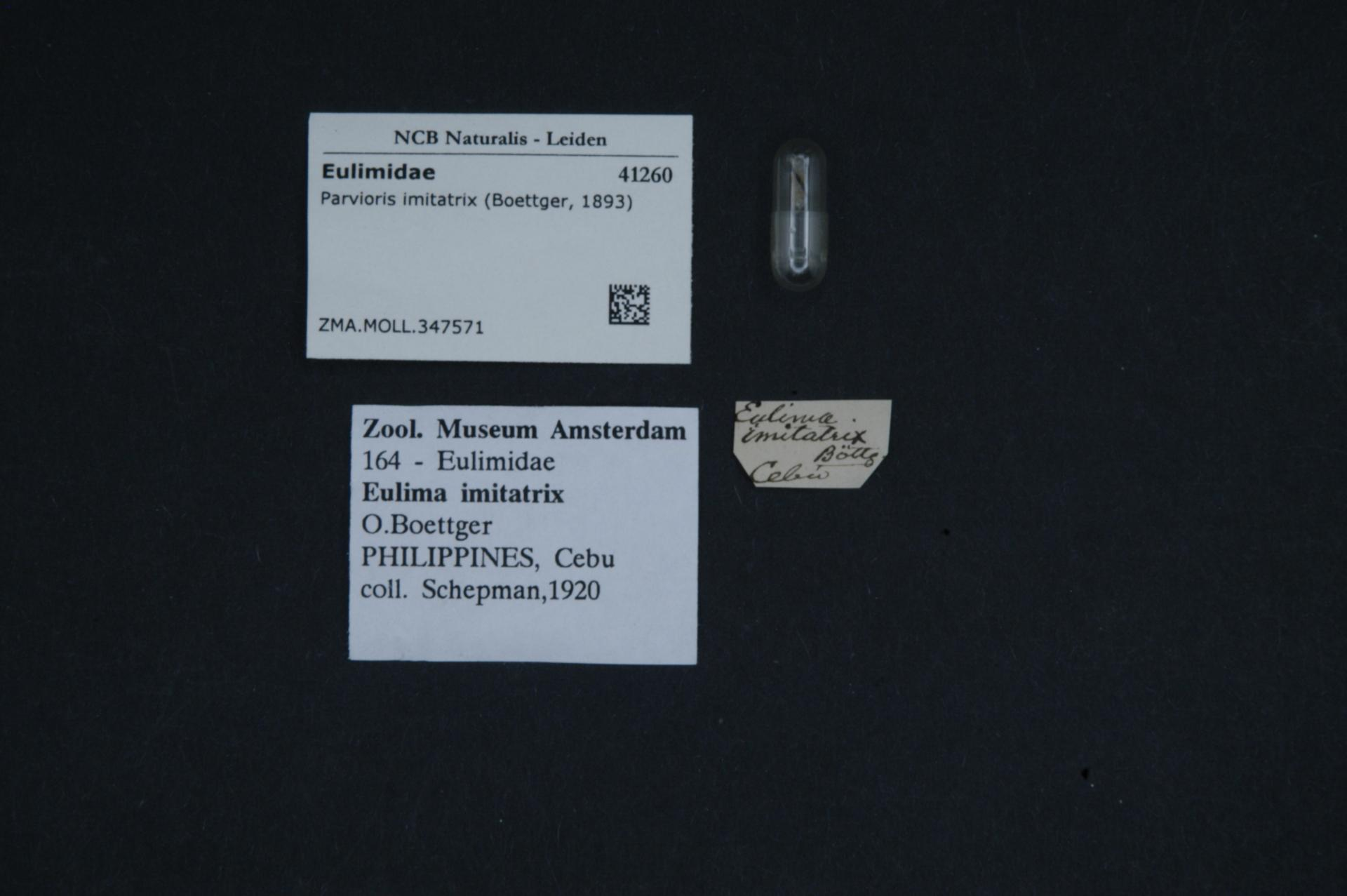
Parvioris imitatrix.
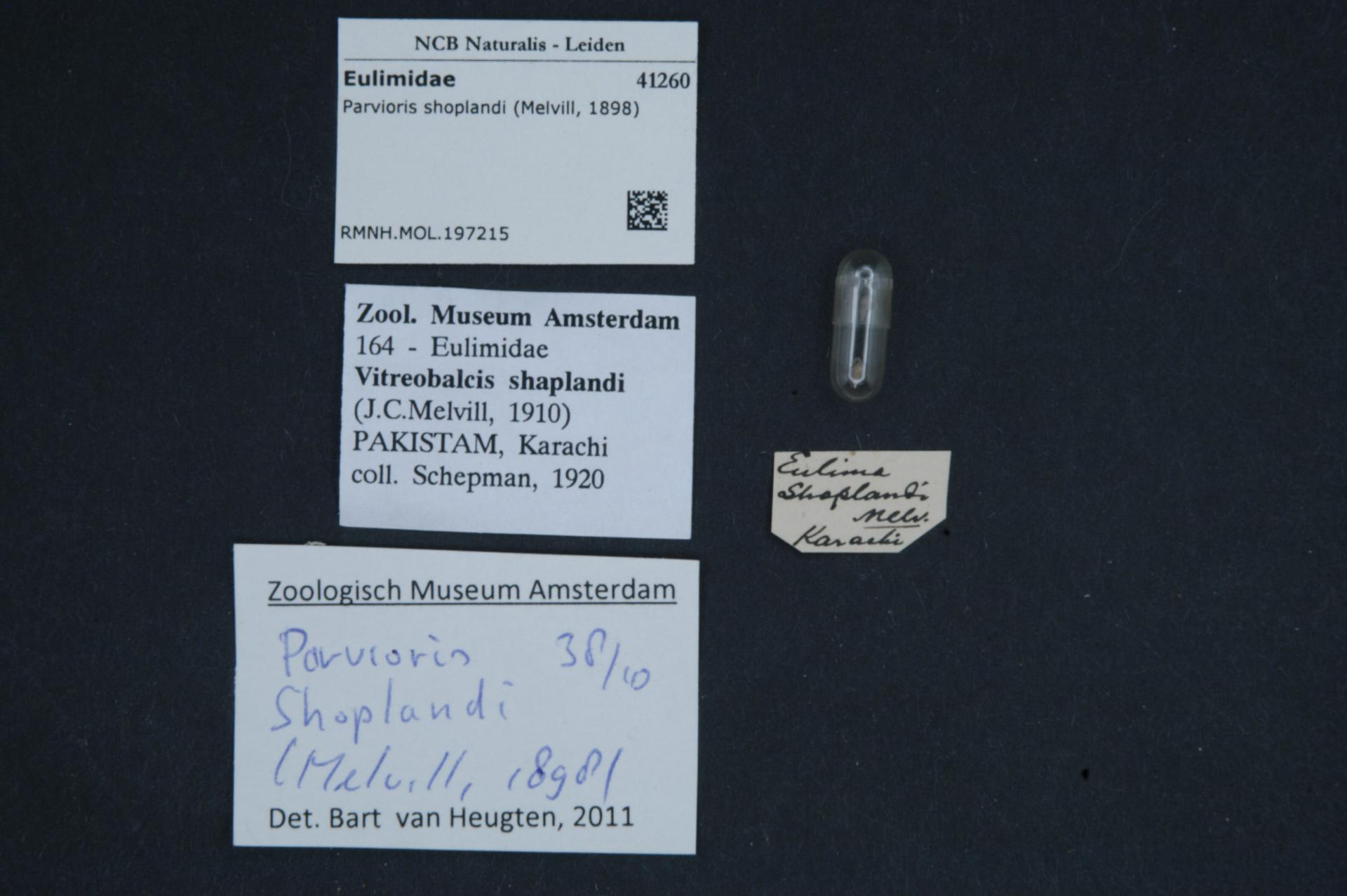
Parvioris shoplandi.